# هندسه اقلیدسی

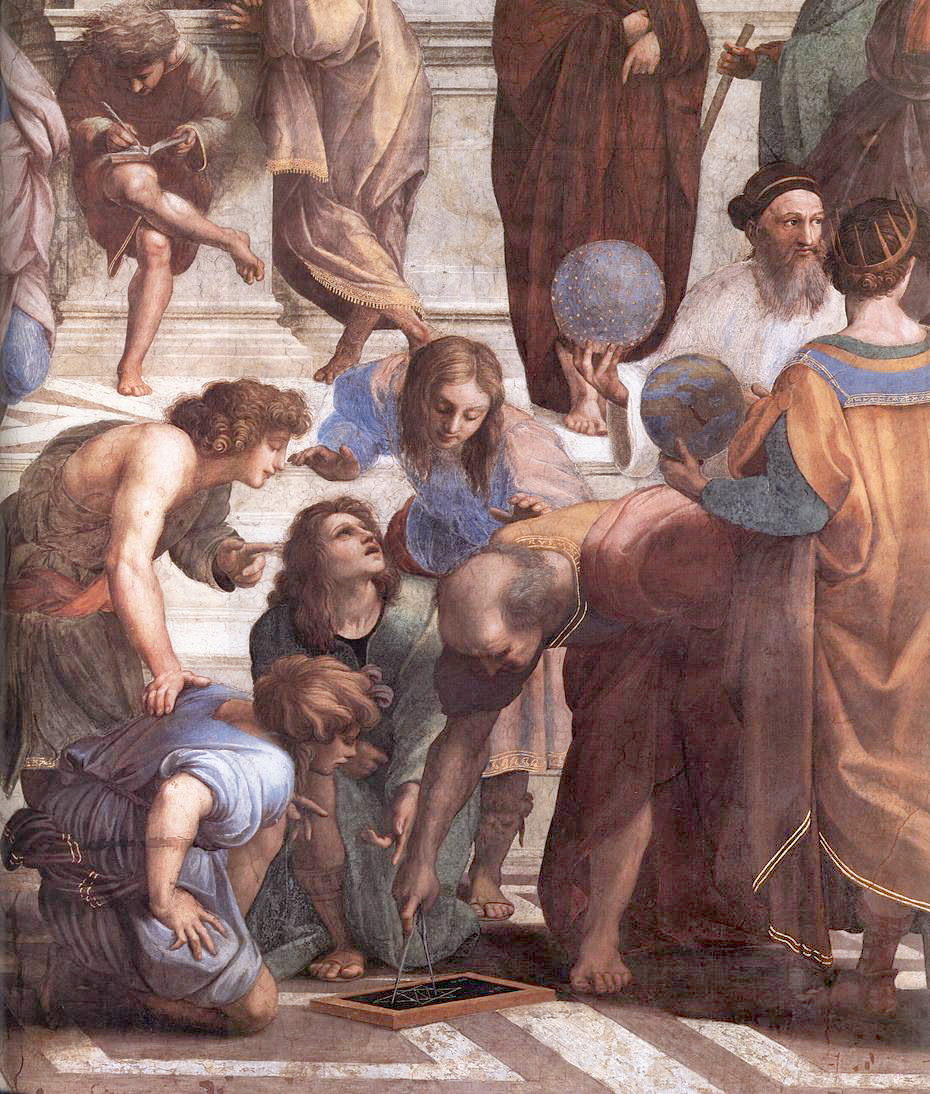
قسمتی از نقاشی مکتب آتن اثر رافائل که ریاضیدانان یونانی را نشان می‌دهد، شاید نمایش دهنده اقلیدس یا ارشمیدس باشد که با استفاده از پرگار درحال کشیدن شکلی هندسی است.

هندسه اقلیدس (به انگلیسی: Euclidean Geometry) دستگاهی ریاضیاتی است که آن را به اقلیدس، ریاضیدان یونانی اهل اسکندریه نسبت می‌دهند؛ چرا که او در کتاب هندسه خود به نام اصول اقلیدس (Elements) این نوع هندسه را توصیف نمود. روش اقلیدس شامل فرض گرفتن دسته کوچکی از اصول موضوعه‌های شهودی، و استنتاج گزاره‌های زیادی از این اصول می‌باشد. گرچه که بسیاری از نتایج اقلیدس توسط ریاضیدانان قبل تر از او هم بیان شده بودند، اقلیدس اولین کسی بود که که نشان داد چگونه می‌توان این گزاره‌ها را در یک دستگاه استنتاجی و منطقی جامع گنجاند. کتاب اصول اقلیدس، ابتدا از هندسه مسطحه شروع می‌کند که هنوز هم در آموزش متوسطه به عنوان اولین دستگاه اصول موضوعه‌ای و اولین مثال‌ها از اثبات‌های ریاضیاتی تدریس می‌گردند. سپس این کتاب به مباحث اجسام صلب از فضای سه بعدی می‌پردازد. بخش اعظم کتاب اصول اقلیدس به بیان نتایجی می‌پردازد که اکنون به آن جبر و نظریه اعداد گفته شده و در آنجا به زبان هندسی بیان شده‌اند.
برای بیش از دو هزار سال، صفت «اقلیدسی» برای چنین هندسه ای غیر ضروری می‌نمود، چرا که هیچ نوع هندسه دیگری هنوز درک نشده بود. اصول موضوعه‌های اقلیدس بسیار واضح و شهودی به نظر می‌رسیدند (به جز احتمالاً اصل توازی) به گونه ای که هر قضیه ای که از آن‌ها منتج می‌شد، با حالتی مطلق و عمدتاً ماورائی مورد پذیرش و مقبولیت قرار می‌گرفت. با این حال، امروزه بسیاری از هندسه‌های خود-سازگار و نااقلیدسی نیز شناخته شده‌اند که ابتدا در اوایل قرن ۱۹م میلادی کشف شدند. نظریه نسبیت عام آلبرت اینشتین دلالت بر این دارد که فضای فیزیکی به خودی خود اقلیدسی نبوده، و فضای اقلیدسی در فواصل کوتاه (نسبت به میدان گرانشی)، تقریب خوبی برای آن است.
هندسه اقلیدسی مثالی از هندسه سنتتیک (Synthetic Geometry) است، اینگونه که از نظر منطقی می‌توان از اصول موضوعه‌های توصیف کننده خواص پایه ای اشیاء هندسی چون نقاط و خطوط، به گزاره‌های توصیف کننده خواص آن اشیاء دست یافت که همگی این استدلالات بدون استفاده از دستگاه مختصات برای تعیین آن اشیاء صورت می‌پذیرد. این را می‌توان با هندسه تحلیلی مقایسه نمود که در آن مختصات را جهت ترجمه گزاره‌های هندسی به زبان فرمول‌های جبری مورد استفاده قرار می‌دهند.

## پیشینه
در حدود ۳۰۱ سال قبل از میلاد دنیای هندسه در تب و تاب بود. نظرات مختلفی در زمینهٔ هندسه وجود داشت و سرانجام اقلیدس با انتشار کتاب اصول بنیادی را بنا نهاد که تا قرن‌ها منسجم‌ترین بنیادهای نظری بشر محسوب می‌شد. روش اقلیدس ساده بود او چند اصل موضوع و چند اصل متعارف را بدون اثبات به عنوان اصول بدیهی پذیرفت و سپس بر اساس آن صدها قضیه دیگر را اثبات کرد که بیشتر آن‌ها بسیار دور از ذهن بودند.
اقلیدس شاگرد مکتب افلاطون بود. او در اصول سیزده جلدی خود تمام دانش بشری تا آن زمان را گرد آورد که به مدت دو هزار سال به صورت مرجعی بی‌بدیل باقی ماند. روش بنداشتی (اصل موضوع) اقلیدس منجر به کاربرد الگویی شد که امروزه به آن ریاضیات محض می‌گوییم. محض از این نظر که با اندیشهٔ محض سر و کار دارد و از راه آزمون و خطا و تجربه به دست نمی‌آید و درستی یا نادرستی احکام آن را نیز از راه تجربه نمی‌توان اثبات یا نفی کرد.
برای استفاده از روش بنداشتی یا اصل موضوع دو شرط را باید پذیرفت:
- شرط اول: پذیرفتن احکامی به نام بنداشت یا اصل موضوع که به هیچ توجیه دیگری نیاز نداشته باشند.
- شرط دوم: توافق بر این‌که کی و چگونه حکمی «به‌طور منطقی» از حکم دیگر نتیجه می‌شود، یعنی توافق در برخی قواعد استدلال.

کار عظیم اقلیدس این بود که چند اصل ساده، چند حکم که بی‌نیاز به توجیهی پذیرفتنی بودند دست‌چین کرد، و از آن‌ها ۴۶۵ گزاره نتیجه گرفت. زیبایی کار اقلیدس در این است که این همه را از آن اندک نتیجه گرفت.

## اصول موضوعه
تمامِ هندسهٔ اقلیدسی، می‌تواند از پنج اصلِ موضوعهٔ زیر استخراج شود:
1. از هر دو نقطه متمایز، یک و تنها یک خط راست می‌گذرد.
2. هر پاره‌خط را می‌توان تا بینهایت رویِ خطِ راست امتداد داد.
3. با یک نقطه به عنوانِ مرکز و یک پاره‌خط به عنوانِ شعاع می‌توان یک دایره رسم نمود.
4. همهٔ زوایایِ قائمه با هم برابرند. (این اصل معیاری طبیعی برای اندازه‌گیری زاویه‌ها در اختیار می‌گذارد)
5. اگر یک خط، دو خطِ دیگر را قطع کند، آن دو خط در طرفی که جمعِ زوایایِ داخلیِ تولید شده توسطِ خطِ مورب کم‌تر از دوقائمه است به هم می‌رسند (خود یا امتدادشان).[۴]

برایِ بیانِ این اصولِ موضوعه به مفاهیمی مانندِ نقطه و خط نیاز داریم. همان‌طور که باید چند گزاره را بدونِ اثبات بپذیریم تا بقیهٔ گزاره‌ها استخراج شوند لازم است چند مفهوم را نیز بدونِ تعریف بپذیریم. به این مفاهیم «تعریف‌نشده‌ها» می‌گویند. همان‌طور که دیده می‌شود اصولِ هندسهٔ اقلیدسی به جز اصلِ پنجم بسیار ساده و بدیهی به نظر می‌آیند. به همین‌دلیل از زمانِ اقلیدس ریاضیدانانِ بیشماری در شرق و غرب (من‌جمله خیام ریاضیدانِ ایرانی) تلاش کرده‌اند اصلِ آزاردهندهٔ پنجم را به اثبات برسانند.اما این کار همواره با شکست رو به رو شد. سپس برخی ریاضیدانان تلاش نمودند خلافِ اصلِ پنجم را فرض کنند تا ببینند آیا هندسه‌ای متناقض پدید می‌آید یا نه. از آن‌جا که هیچ تناقضی در هندسه‌هایِ دارایِ اصلِ پنجمِ متفاوت دیده نشد به آن‌ها نامِ هندسه نااقلیدسی را دادند. در نتیجه این مسئله مطرح گردید که تجربه کدام هندسه را تأیید می‌کند. نظریهٔ نسبیت عام به این پرسش پاسخ می‌دهد.

## پس از اقلیدس
تا ۲۱۰۰ سال پس از اقلیدس هندسهٔ او یگانه هندسهٔ موجود بود.

## نگارخانه

## ارجاعات
1. 1 2  (Eves 1963، p. 19)
2. ↑  (Eves 1963، p. 10)
3. ↑  Misner, Thorne, and Wheeler (1973), p.  47
4. ↑  w:en:Euclid's postulates